# Боярыня Морозова
 [Когда зрители проходят по основной анфиладе залов], они уже видят эту большую картину. И она уже втягивает их в это пространство своё, пространство красок, пространство величины этой картины, пространство образов. По морозной московской улице, заснеженной, запушённой снегом, снег голубоватый, едут сани, розвальни. В этих санях закованную в кандалы, колоды, точнее, закованную в цепи везут боярыню Морозову. Она вся в чёрном одеянии, а вокруг неё шумит московская улица, за ней, за санями, за боярыней Морозовой бегут люди, московский люд бежит. Здесь и ребятишки, здесь и просто любопытствующие, здесь горячо сочувствующие ей. Здесь юродивый, который повторяет этот жест боярыни Морозовой, нищенка, которая тянется за санями. Эта толпа вся соучаствует в этом событии. И мы становимся тоже невольными не просто соучастниками, свидетелями того, что видим, а мы входим в эту внутреннюю атмосферу картины.
«Боя́рыня Моро́зова» — внушительная по размерам (304 на 587,5 см) картина В. И. Сурикова, изображающая сцену из истории церковного раскола в XVII веке. После дебюта на 15-й передвижной выставке 1887 года приобретена за 25 тысяч рублей для Третьяковской галереи, где и остаётся одним из основных экспонатов.

## Истоки
Интерес Сурикова к теме старообрядчества связывают с его сибирским детством. В Сибири, где было много старообрядцев, широкое распространение получили рукописные «жития» мучеников старообрядческого движения, включая «Повесть о боярыне Морозовой». С так называемой пространной редакцией этого документа будущего художника познакомила его крёстная Ольга Матвеевна Дурандина, у которой он жил в Красноярске во время учёбы в уездном училище.
Согласно тексту «Повести», 17/18 ноября 1671 год от Рождества Христова (то есть 7180 года от сотворения мира) знаменитые сёстры-«расколоучительницы» Феодосия Морозова и Евдокия Урусова, содержавшиеся «в людских хоромах в подклете» московских палат Морозовых, были отправлены в Чудов монастырь. Когда сани поравнялись с монастырём, боярыня с цепью на вые (шее) сложила длань в двуперстие и «высоце вознося, крестом ся часто ограждше, чепию же такожде часто звяцаше». Именно этот эпизод и изображён на холсте.

## Работа над картиной
Суриков вспоминал, что ключ к образу главной героини дала увиденная однажды ворона с чёрным крылом, которая билась о снег. Образ боярыни срисован со старообрядки, которую художник встретил у Рогожского кладбища. Портретный этюд был написан всего за два часа. До этого художник долго не мог найти подходящее лицо — бескровное, фанатичное, соответствующее знаменитому описанию Аввакума: «Персты рук твоих тонкостны, очи твои молниеносны, и кидаешься ты на врагов аки лев». Юродивый срисован с московского бедняка, который торговал огурцами, сидя на снегу. Всего сохранилось более сотни подготовительных этюдов к картине, в основном портретных. Художник прикреплял зарисовки к картине кнопками, от которых остались отверстия, раскрытые при реставрации.
Долгое время Суриков не мог найти типажа для боярыни. Прототипом Морозовой стала тётка Сурикова — Авдотья Васильевна Торгошина. (Её муж, Степан Фёдорович, изображён на картине «Утро стрелецкой казни» — стрелец с чёрной бородой). В виде смеющегося купца слева на картине «Боярыня Морозова» изображён бывший диакон Сухобузимской Троицкой церкви Варсанофий Семёнович Закоурцев. (Закоурцев позировал Сурикову для этюда «Смеющийся священник» в Красноярске ещё в 1873 году). Странник с посохом справа на картине написан с переселенца, которого Суриков встретил по дороге в Сухобузимское.
При работе над картиной художник подолгу наблюдал за оттенками снега, которых на полотне насчитывают десятки; неслучайно современники называли его работы «цветовыми симфониями». «Делая этюды, Суриков ставил свои модели прямо на снег, непосредственно в натуре наблюдая цветовые рефлексы на одеждах и лицах, изучая, как холодный зимний воздух воздействует на цвет кожи, вызывая на её поверхности особенно живые краски». К примеру, бледность лица Морозовой искусно оттеняет чёрная бархатная шуба.
В истории искусства бытует предание, что первоначально Суриков начал писать «Боярыню Морозову» на холсте меньшего размера, но почувствовав, что не в состоянии вместить на него всех задуманных персонажей, сделал снизу надшивку, где изобразил расстояние от края картины до розвальней, и только после этого сани визуально «поехали», то есть стало ясно, «как тяжело этим саням пробиваться, пробираться сквозь толпу». Реставраторы и музейные сотрудники легенду о надшивке холста не подтверждают. По другой версии, статичность полотна исчезла и появилось ощущение движения после того, как художник догадался нарисовать рядом с розвальнями бегущего мальчика.
Этюд «Боярышня» 1886 года хранится в Нижегородском государственном художественном музее.

Этюды к картине
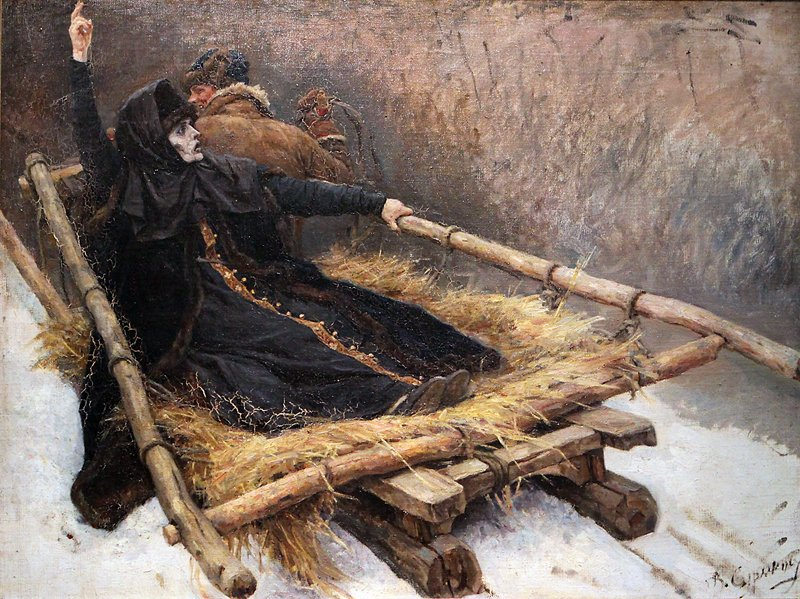
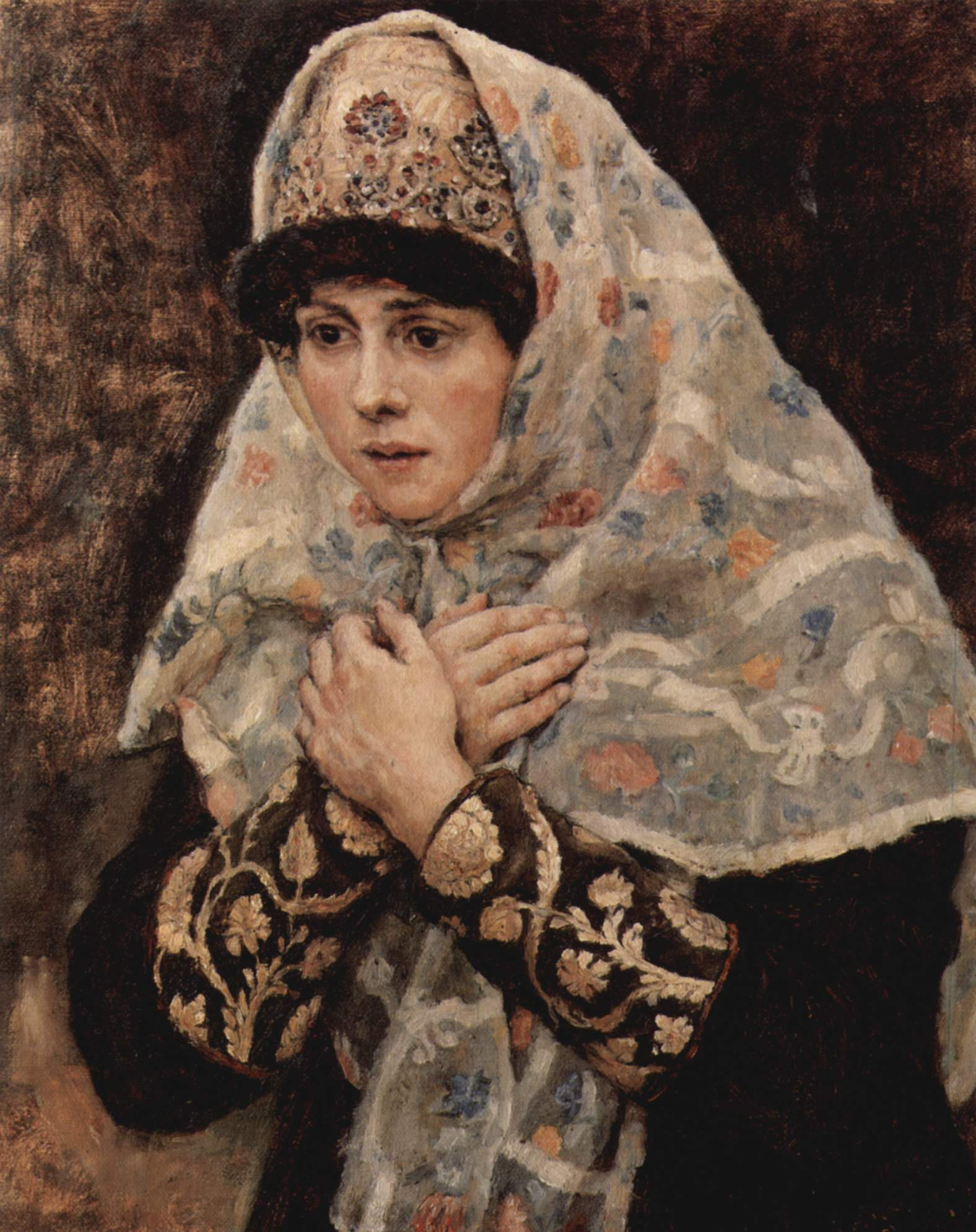
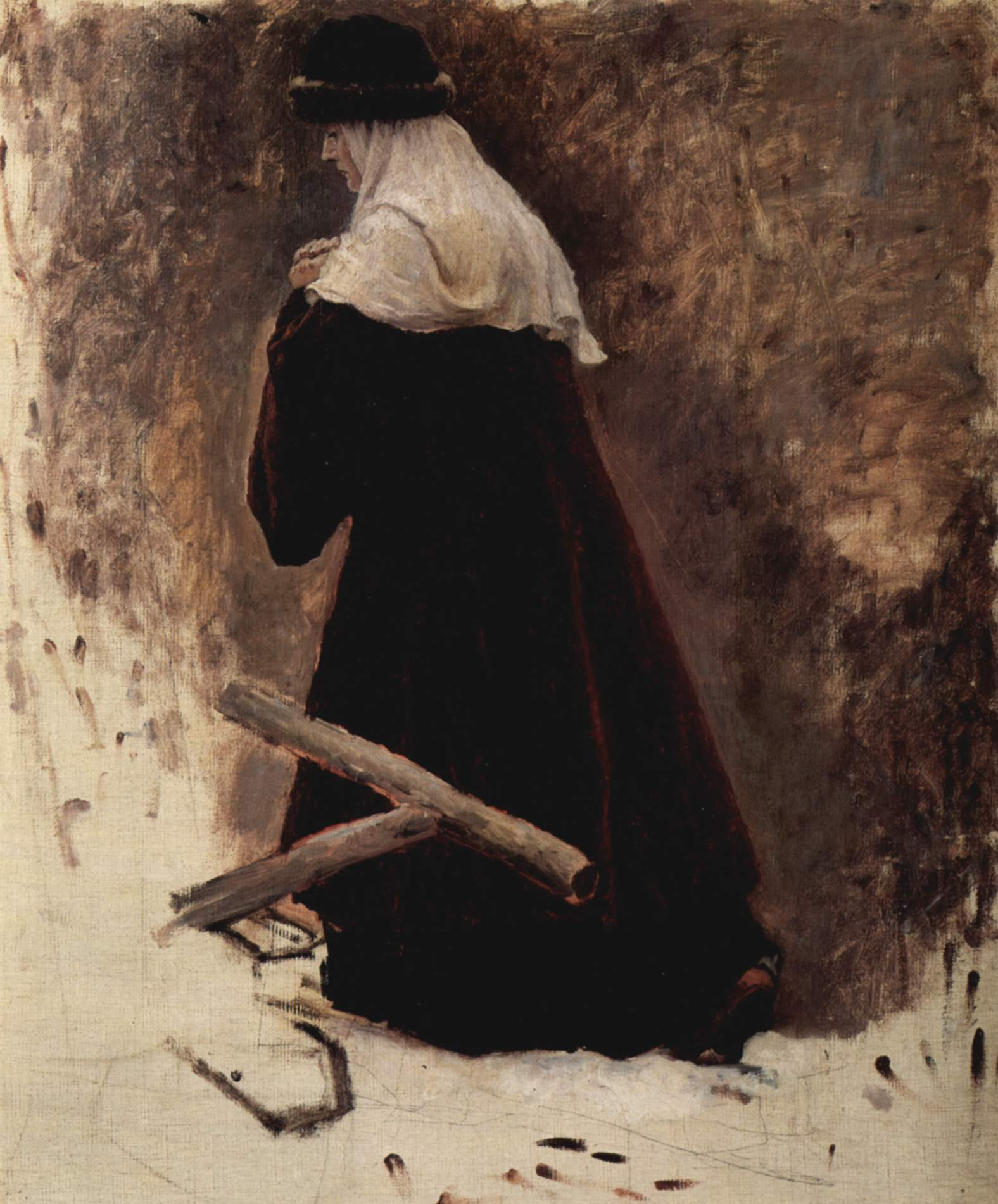
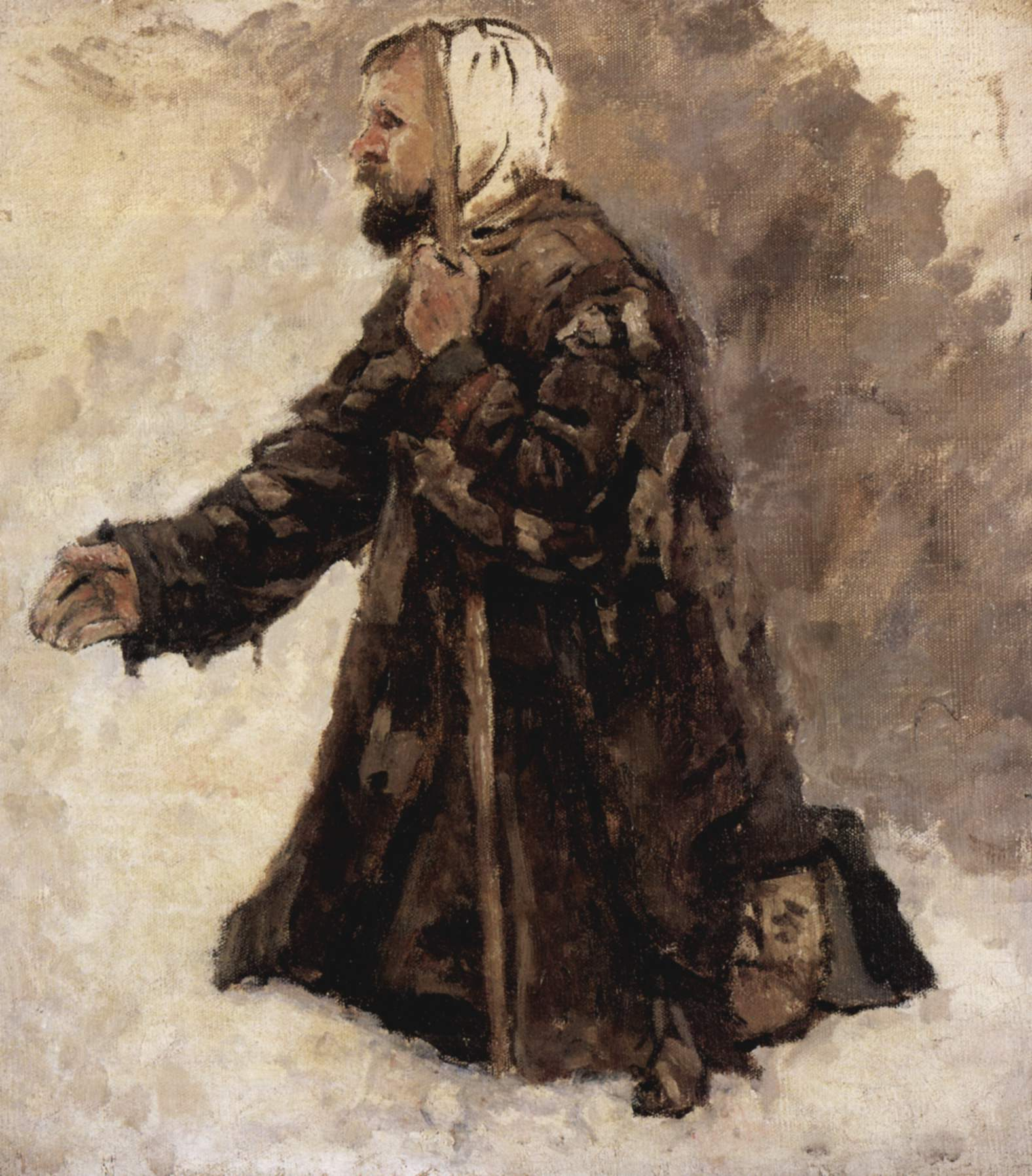
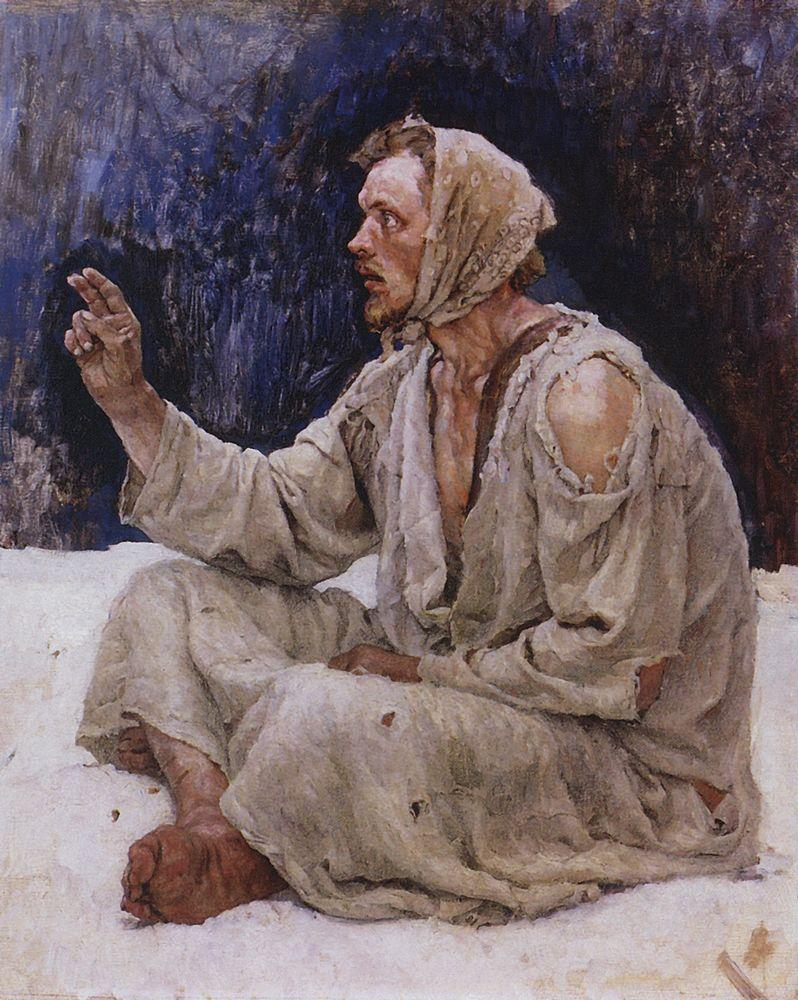

## Описание

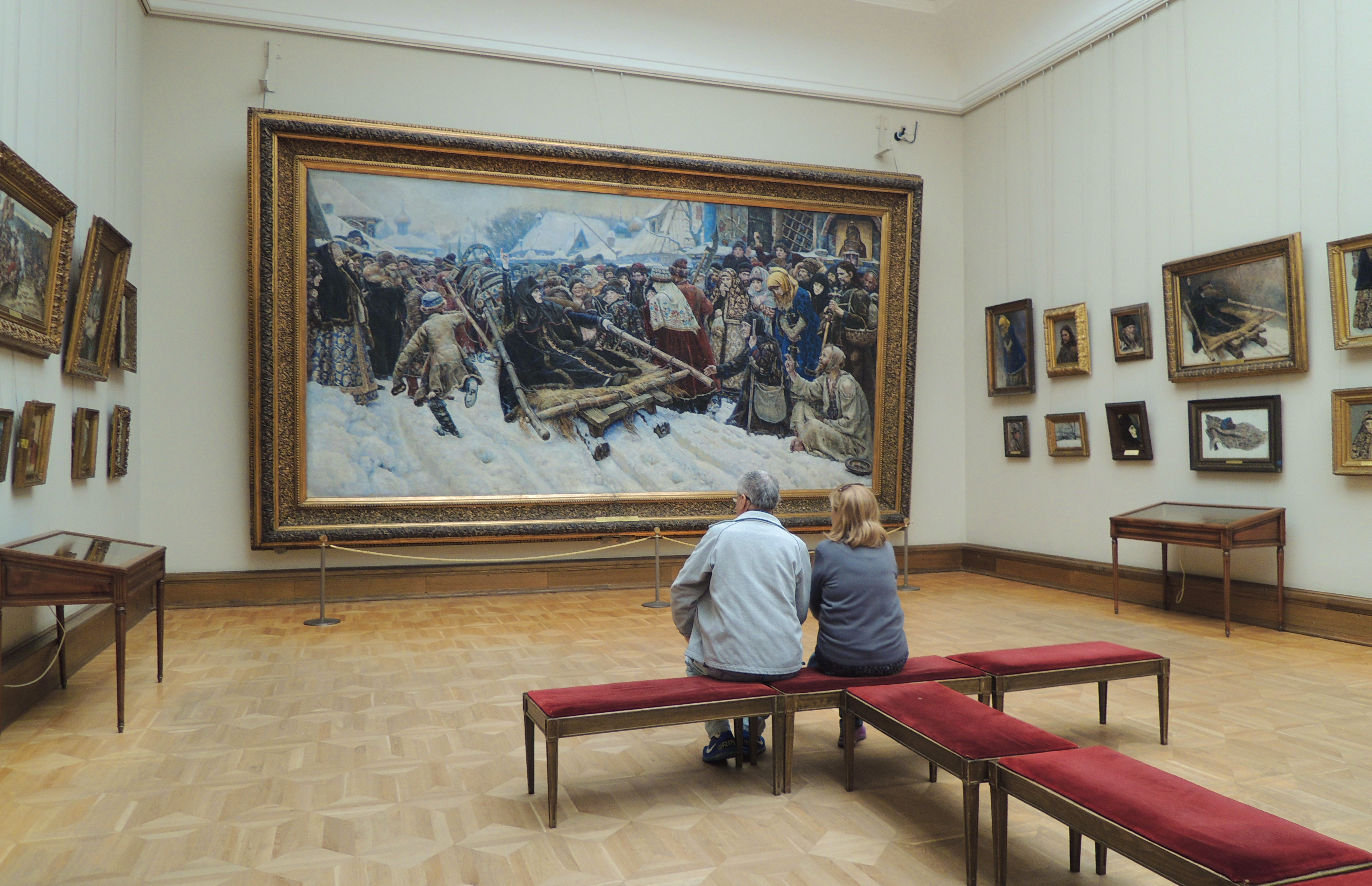
В интерьере Третьяковской галереи

Фигура боярыни на скользящих розвальнях — единый композиционный центр, вокруг которого группируются представители уличной толпы, по-разному реагирующие на её фанатичную готовность идти за своими убеждениями до конца. У кого-то фанатизм женщины вызывает ненависть, глумление или иронию, но большинство взирает на неё с сочувствием. Высоко поднятая в символическом жесте рука — как прощание со старой Русью, к которой принадлежат эти люди. Согласно одной из трактовок, под воздействием примера боярыни «совершается душевное преобразование этих людей… закаляется в них воля… восстают неведомые душевные силы».

В колорите русской зимы глаз художника впервые обнаружил неисчерпаемое богатство. Суриков сообщает объединяющую живописность всей картине. Все её части, все детали оказываются связанными единым дыханием морозного московского дня. Одежды, богатые и убогие, тёмные и яркие, здесь выступают как заглушенный басовый аккомпанемент к высоко звучащему колориту лиц и рук. Эти одежды образуют общую тёмную массу, сложную тональность которой определяют немногие локальные пятна синего, красного и жёлтого цветов.

## Оценки
На передвижной выставке картина вызвала разноречивые оценки. Хотя, в отличие от «Утра стрелецкой казни», в новом произведении Сурикова наличествовал ясный композиционный центр, эту картину так же сравнивали с варварски пёстрым персидским ковром. Однако критик Владимир Стасов перед полотном расчувствовался и потом написал:

Суриков создал теперь такую картину, которая, по-моему, есть первая из всех наших картин на сюжеты русской истории. Выше и дальше этой картины и наше искусство, то которое берёт задачей изображение старой русской истории, не ходил ещё.

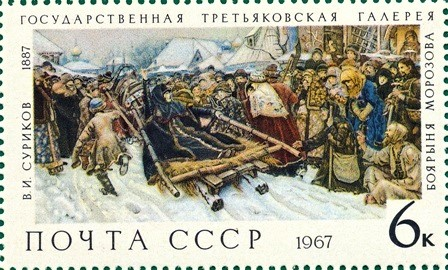
Картина на почтовой марке СССР, 1967 год

В очерке по поводу картины Всеволод Гаршин предался размышлениям, почему в гнилой землянке предпочла закончить свою жизнь «вельможная жена, владетельница 8000 душ крестьян и имения, оцениваемого на наши деньги в несколько миллионов». Отвергнув разговоры академистов о «неправильностях в положении рук» и огрехах рисунка, Гаршин расценил «Боярыню Морозову» как бесспорный художественный триумф реалистической манеры Сурикова: 

Измождённое долгим постом, «метаниями» и душевными волнениями последних дней лицо, глубоко страстное, отдавшееся одной бесценной мечте, носится перед глазами зрителя, когда он уже давно отошёл от картины. <…> Грубые московские люди, в шубах, телогреях, торлопах, неуклюжих сапогах и шапках, стоят перед вами как живые. Такого изображения нашей старой, допетровской толпы в русской школе ещё не было. Кажется, вы стоите среди этих людей и чувствуете их дыхание.

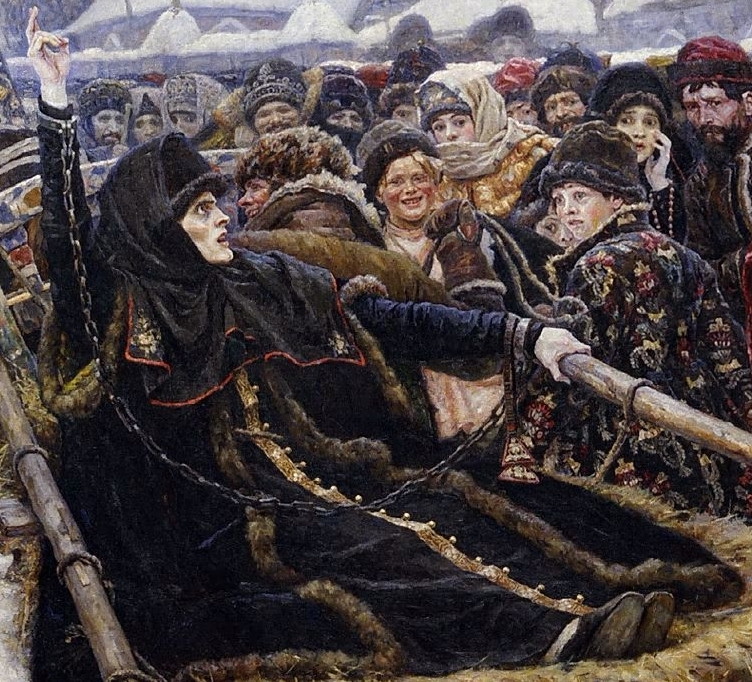
Центральная часть картины

Общественность вольно или невольно сравнивала фанатичку допетровской Руси со Стенькой Разиным и с героями своего времени — народниками и народовольцами. Например, Владимир Короленко, сам прошедший ссылку за народнические убеждения, спорил с теми, кто видел в «Боярыне Морозове» гимн средневековому фанатизму:

Она так бесстрашно идёт на лютую муку и этим будит в нас сочувствие к подвигу. Это было созвучно времени. Есть нечто великое в человеке, идущем сознательно на гибель за то, что она считает истиной. Такие примеры пробуждают в нас веру в человеческую природу, подымают душу.
Высокого мнения придерживались о художественных достоинствах исторических полотен Сурикова деятели «Мира искусства». Им импонировал его отход от академических композиционных решений и импрессионистическое многоголосье красочных фактур. Александр Бенуа видел своеобразное достоинство «Боярыни Морозовой» и в скученности персонажей, и в отсутствии перспективной глубины, которые, с его точки зрения, призваны подчеркнуть «типичную и в данном случае символичную тесноту московских улиц, несколько провинциальный характер всей сцены». Он вслед за хулителями-академистами сравнивает суриковское многоголосье с ковром, но не видит в этом ничего предосудительного:

Действительно это удивительное по своей гармонии пёстрых и ярких красок произведение достойно назваться прекрасным ковром уже по самому своему тону, уже по самой своей красочной музыке, переносящей в древнюю, ещё самобытно-прекрасную Русь.